# Omega Ursae Majoris
Désignations
Omega Ursae Majoris (ω Ursae Majoris / ω UMa) est une étoile binaire de la constellation de la Grande Ourse. Elle est visible à l'œil nu avec une magnitude apparente de 4,61. Le système présente une parallaxe annuelle de 13,24 mas mesurée par le satellite Hipparcos, ce qui le situe à environ ∼ 246 a.l. (∼ 75,4 pc) de la Terre. À cette distance, sa magnitude visuelle est diminuée de 0,11 en raison de l'extinction créée par la poussière interstellaire. Il se rapproche du Système solaire à une vitesse radiale de −19 km/s.
Omega Ursae Majoris est une binaire spectroscopique qui a une période orbitale de 15,8 jours et une excentricité de 0,31. Sa composante visible, désignée Omega Ursae Majoris A, est une étoile blanche de la séquence principale de type spectral A1VsSi. Le spectre stellaire a l'apparence d'une étoile Am chaude, montrant une surabondance de nombreux éléments du pic du fer et d'autres éléments plus lourds, mais une sous-abondance en hélium. En particulier, il montre une surabondance anormale en silicium.